# Tigrigobius gemmatus
Tigrigobius gemmatus és una espècie de peix de la família dels gòbids i de l'ordre dels perciformes.